# Julia Beljajeva
Julia Beljajeva (n. 21 iulie 1992, Tartu, Regiunea Tartu, Estonia) este o scrimeră estoniană specializată pe spadă. A fost campioană europeană pe echipe și campioană mondială la individual în 2013, precum și vicecampioană mondială pe echipe în 2014.

## Palmares
Clasamentul la Cupa Mondială
| An  | 2009 | 2010 | 2011 | 2012 | 2013 | 2014 | 2015 |
| --- | ---- | ---- | ---- | ---- | ---- | ---- | ---- |
| Loc | 102  | 149  | 78   | 79   | 9    | 16   | 47   |